# Fátima Torre
Fátima Torre  (Mexikóváros, Mexikó, 1988. június 16. –) mexikói színésznő.

## Élete és pályafutása
1988. június 16-án született Mexikóvárosban. Testvérei, Andrea Torre és José María Torre szintén színészek. 
Karrierjét 1997-ben kezdte a María Isabel című telenovellában. 2003-ban María Fernanda Heredia szerepét játszotta az Amor realban. 2010-ben megkapta Iluminada Camargo szerepét a A csábítás földjén című sorozatban.

## Filmográfia

### Telenovellák
- Corazón que miente (2016) - Leticia "Lety" Valdivia González
- A vihar (La tempestad) (2013) - Karina
- Dos hogares (2011) - Aurora Ballesteros
- Riválisok (Soy tu dueña) (2010) - Iluminada Camargo
- La esposa virgen (2005) - Olivia Palacios
- Mujer de madera (2004) - Paola
- Velo de novia (2003) - Flavia Morales
- Amor real (2003) - María Fernanda Heredia
- El juego de la vida (2001) - Fátima Álvarez
- Barátok és szerelmek (Locura de amor) (2000) - Beatriz Sandoval (gyerek)
- DKDA Sueños de juventud (1999-2000) - Karla Rincón (gyerek)
- Por tu amor (1999) - Flor
- El diario de Daniela (1999) - Fátima
- Cuento de Navidad (1999)
- María Isabel (1997) - Maria Isabel (gyerek)

### Sorozatok
- Como dice el dicho (2012) - Romy
- Mujeres asesinas  (Julia, encubridora) (2009) - Julia (fiatal)
- La rosa de Guadalupe (2008-2010) - Edith/Liliana/Allison
- Mujer, casos de la vida real (7 epizód, 1997-2005)